# Laricinian
Laricinian - galaktan występujący w szczelinach między pęczkami fibryl, w pokładzie S2 ścian komórkowych cewek drewna kompresyjnego drzew iglastych (udział 2 - 4%) o dużej zdolności pęcznienia i wytwarzania przy tym dużych sił. W strukturze chemicznej nie zawierający ligniny. 

## Literatura
- Zygmunt Hejnowicz: Anatomia i histogeneza roślin naczyniowych. Warszawa: Wydawnictwo Naukowe PWN, 2002. Brak numerów stron w książce